# Радиш Богдан Ілліч
Богдан Ілліч Радиш (8 листопада 1934, с. Рожнів, Косівський повіт, Станиславівське воєводство, Польща, нині — Косівського району, Івано-Франківської області, Україна — 25 вересня 2023) — український поет і письменник, член Спілки письменників України. Депутат Івано-Франківської обласної ради першого скликання (1991).

## Життєпис
Народився Богдан Радиш 8 листопада 1934 року у селі Рожнів на Івано-Франківщині в селянській сім'ї. З дитинства захоплювався народною піснею і гуцульським мистецтвом.
У 1950 році вступив до Косівського училища декоративно-прикладного мистецтва. 1954 року призваний до лав радянської армії. Військову службу проходив у Росії, а потім — у Польщі на посаді автомеханіка спецавтотранспорту повітряних сил. У 1957 році демобілізувався й повернувся в рідне училище, яке закінчив у 1958 році.
До 1960 року працював у Алушті, потім повернувся в Карпати, викладав у Косівському училищі. Багато з його вихованців стали провідними майстрами Косівських, Івано-Франківських, Чернівецьких, Львівських, Київських виробничо-художніх майстерень, закінчили художні інститути і академії, входять до складу Спілки художників України.
1983 року прийнятий до складу Спілки письменників України.
Очолює колектив Косівської Центральної бібліотеки та районну організацію Всеукраїнського товариства «Просвіта» імені Тараса Шевченка. Є лауреатом літературних премій імені Михайла Павлика, Марійки Підгірянки та Василя Стефаника. Відійшов у вічність 25 жовтня 2023 року в місті Косів на Івано-Франківщині.

## Творчість
В літературу прийшов, маючи за плечима солідний життєвий досвід — перша поетична збірка з'явилася у 1979 році — «День творення» з передмовою поета Абрама Кацнельсона, хоча поезії почав писати у 1969 році. Поезії друкували в обласних та республіканських виданнях «Літературна Україна», «Україна», «Жовтень», «Дніпро», «Перець», «Вітрила», в щоквартальнику «Поезія», у колективних збірниках: «Зорі назустріч», «Суцвіття», «Перевал».
1982 року вийшла друком друга збірка — «Калинова галузка», де Богдан Радиш змалював яскраві поетичні акварелі природи рідного краю.
Хрестоматійним став вірш Радиша «Молитва до хліба» з його другої збірки «Калинова галузка».
У 1984 році з'явилася збірка поезій «Малюнки на променях», про вірність рідній землі, матері, коханій. Теми синівської любові, оспівування матері, її безмежна відданість дітям стали основними в збірках «Полум'я пам'яті» (1985) та «Щедре світло землі» (1990).
Пізніше з'явився невеличкий цикл поезій «Чорна зоря» — написаний під враженнями розкопок поховань жертв НКВС в селищі Яблунів на Косівщині.
В роки незалежності України побачили світ зібрання ліричних поезій, рубаї, лапідаріїв, притч, приказок, прислів'їв, афоризмів. Вийшли поетичні збірки «Сподівання і сум» (1994), «Сльоза на камені» (1995), «Чумацький віз» (1996), «Між ударами серця» (1997), «Притчі» (1999), «Хитрий котик Василько» (2000).
На його тексти композитори пишуть пісні. Серед них Лев Димінський, Володимир Спольницький, Євген Боднаренко, Володимир Домшинський, Тетяна Стасюк, Остап Гавриш, Мирослав Дзюба, Зоя Слободян та інші.
У 1991 році обирався депутатом Івано-Франківської обласної ради першого скликання від виборчого округу № 8 Косівський район (Рожнівський в.о. № 92).

## Твори
- Радиш-Маринюк Б. Гуцулівія: поезії / Б. Радиш-Маринюк. — Косів: Писаний Камінь, 2006. — 188 с.
- Радиш-Маринюк Б. Рубаї / Б. Радиш-Маринюк. — Косів: Писаний Камінь, 2005. — 112 с.
- Радиш-Маринюк Б. Сім кольорів Гуцульщини: вибр. твори / Б. Радиш-Маринюк. — Косів: Писаний Камінь, 2004. — 260 с.
- Радиш-Маринюк Б. Добре слово соловейко, а недобре — ворон / Б. Радиш-Маринюк. — Косів: Писаний Камінь, 2002. — 182 с.
- Радиш-Маринюк Б. Різдвяна пава, або Тріє Царі: вінок сонетів / Б. Радиш-Маринюк. — Косів: Писаний Камінь, 2001. — 36 с.
- Радиш-Маринюк Б. Притчі: поезії / Б. Радиш-Маринюк. — Косів: Писаний Камінь, 1999. — 96 с.

## Відзнаки та нагороди
Указом Президента України № 1093/2011 від 1 грудня 2011 року нагороджений ювілейною медаллю «20 років незалежності України».
Розпорядженням Голови Івано-Франківської обласної державної адміністрації Андрія Бойчука та Івано-Франківської обласної ради Олександра Сича № 155/313-р «Про призначення щорічних стипендій в галузі культури і мистецтв у 2021 році» 29-ти діячам культури на пенсії виплатили стипендію, у тому числі й Богданові Радишу.

## Сім'я
- Дружина — Радиш Євдокія Олексіївна, багатолітній викладач математики у Косівському державному інституті прикладного та декоративного мистецтва[5].
- Син — Мирослав (нар. 5 травня 1962, м. Косів), художник декоративно-ужиткового мистецтва (художня обробка дерева), заслужений художник України[6], лауреат премії імені Катерини Білокур (2008). Член НСХУ (1998). Основні твори — скриньки, тарелі, альбоми, мисники, свічники, рахви[7].